# Práxedes Llacsahuanga Huamán
Práxedes Llacsahuanga Huamán (Ayabaca, 17 de julio de 1952),  es un contador público y político peruano. Alcalde de la Provincia de Ayabaca en 2 periodos (1 de enero de 1999 - 31 de diciembre de 2006), luego elegido Alcalde del Distrito de Veintiséis de Octubre de Piura (1 de enero de 2015 - 31 de diciembre de 2018).

## Biografía
Práxedes llacsahuanga nació en Ayabaca, el 17 de julio de 1952. Hizo sus estudios primarios en la Escuela Primaria de Menores N.º 445 C.C. Socchabamba, en Ayabaca, y los secundarios en la Gran Unidad Escolar San Miguel, en Piura. Entre 1975 y 1984 estudia Contabilidad en la Universidad Nacional de Piura. Entre abril de 1978 y mayo de 1997 trabajó como profesor de educación de adultos. 
Se inicia su  actuación política postulando como candidato del Partido Democrático Somos Perú a la Alcaldía de la Municipalidad Provincial de Nuevo Ayabaca, ganando la elección para el período 1999-2002, pero fue vacado por el Jurado Nacional de Elecciones en el año 2000 tras haber beneficiado a Inversiones Generales Chin Sem, de propiedad de Ramón Chinchay, en el suministro de alimentos para el programa Vaso de Leche, correspondiente a los meses de enero, febrero, marzo y mayo. Aun así, fue reelecto para el periodo 2003-2006. En febrero del 2010 anuncia su postulación a la Alcaldía Provincial de Piura, participando sin éxito. En el año 2014 anuncia su postulación a la Alcaldía del nuevo Distrito Veintiséis de octubre, ya dados los resultados por ONPE al 100% sale electo como el nuevo alcalde electo del Distrito Veintiséis de octubre en enero del 2015 asume el cargo, convirtiéndose así en el primer burgomaestre del estrenado Distrito.
En 2019, la Fiscalía anticorrupción pidió 5 años de prisión por el delito de colusión simple en agravio del Estado, referido a la adquisición de vehículos para la limpieza pública de la Municipalidad Distrital de Veintiséis de Octubre, compra que significó un valor referencial de más de 4 millones de soles. Más tarde, ese mismo año, el Poder Judicial oficializó la pena de 3 años de prisión efectiva.